# Gilles Magnus

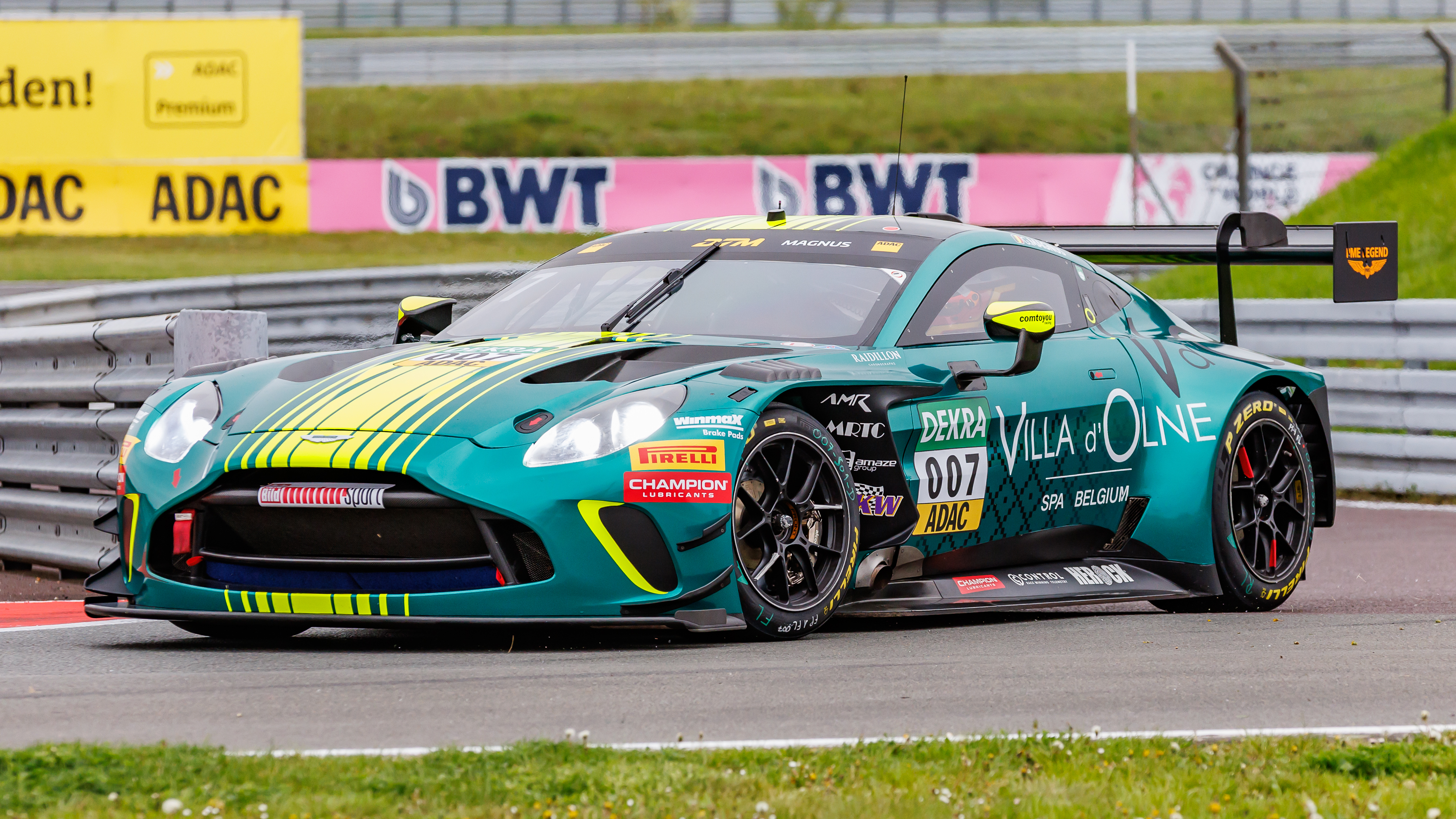
Gilles Magnus im Aston Martin Vantage GT3 mit der Startnummer 007 im belgischem Team Comtoyou Racing auf der DTM-Rennstrecke in Oschersleben im April 2025

Gilles Magnus (* 30. August 1999 in Antwerpen, Belgien.) ist ein belgischer Automobilrennfahrer.

## Karriere
Gilles Magnus begann seiner Rennfahrerkarriere im Jahre 2010 im Kartsport, in dem er bis zum Jahr 2015 blieb. 2017 startete er im Formel Renault 2.0 Eurocup und im Nordeuropäischen Formel Renault Cup, in denen er seine ersten beiden Siege einfahren konnte. 2018 fuhr er im Blancpain GT Serie Sprint Cup. Im Jahr darauf wechselte er in die europäische TCR-Serie. Von 2020 bis 2023 fuhr er im FIA Tourenwagen Weltcup. Auch ist er seit 2022 in verschiedensten Langstreckenrennserien wie dem 24-Stunden-Rennen auf dem Nürburgring, Asian Le Mans Series und GT World Challenge Europa Sprint Cup als Fahrer im Einsatz. In diesen und ähnlichen Serien hat er bisher (Stand Juni 2025) 16 Siege feiern können. Zur Zeit des 8. Juni 2025, nach 6 Saisonrennen, lag er mit 0 Punkten auf dem 23. Platz in der Gesamtwertung der DTM im Jahr 2025.

## Statistik

### Karrierestationen
| - 2010–2015 Kartsport - 2017 Nordeuropäischer Formel Renault Cup - 2017 Formel Renault 2.0 Eurocup - 2018 Blancpain GT Serie Sprint Cup - 2019 Europäische TCR Serie - 2020–2023 FIA Tourenwagen Weltcup - 2022–2024 Intercontinental GT Challenge - 2023 24-Stunden-Rennen auf dem Nürburgring - 2022–2025 GT World Challenge Europa Langstrecken Cup - 2022–2025 GT World Challenge Europa Sprint Cup - 2025 DTM |